# Andreas Kumin
Andreas J. Kumin (* 13. Juli 1965 in Graz) ist ein österreichischer Rechtswissenschaftler. Seit Juli 2005 leitet er die Europarechtsabteilung im Völkerrechtsbüro des Außenministeriums, seit Oktober 2014 lehrt er am Institut für Europarecht der Universität Graz. Im März 2019 wurde er zum Richter am Europäischen Gerichtshof bis Oktober 2024 ernannt.

## Leben
Andreas Kumin besuchte das Bundesgymnasium und Bundesrealgymnasium Carnerigasse in Graz, wo er 1983 maturierte. Anschließend begann er ein Studium der Rechtswissenschaften an der Universität Graz mit Spezialisierung auf Völkerrecht, Europarecht, Verfassungsrecht und Politikwissenschaft. Für ein Studium der Übersetzungswissenschaft (Englisch, Französisch und Grundkurs in Italienisch) legte er 1988 die erste Diplomprüfung ab. Das Jusstudium schloss er 1987 als Magister iuris ab, 1990 promovierte er zum Doktor der Rechte. 1991/92 absolvierte er die École nationale d’administration mit dem Diplome International de l’administration publique. Seinen Grundwehrdienst legte er von Oktober 1993 bis Mai 1994 unter anderem an der Forschungsabteilung der Landesverteidigungsakademie ab.
Seit 1990 ist er in verschiedenen Positionen am Österreichischen Außenministerium tätig, wo er seit Juli 2005 die Abteilung Europarecht im Völkerrechtsbüro leitet. Von November 1994 bis September 2000 war er Botschaftsrat an der österreichischen Vertretung bei den Vereinten Nationen in Genf.
Seit Oktober 2014 ist er Universitätsprofessor am Institut für Europarecht der Universität Graz, außerdem ist er Lehrbeauftragter an der Diplomatischen Akademie Wien, der Universität Innsbruck und der Wirtschaftsuniversität Wien.
Von der Bundesregierung Kurz I wurde er im Herbst 2018 als Nachfolger von Maria Berger als Richter am Europäischen Gerichtshof nominiert. Die ursprünglich nominierte Kandidatin Katharina Pabel zog Ende Juni 2018 ihre Bewerbung zurück. Am 6. März 2019 ernannte der Europäische Rat Kumin zum Richter am Europäischen Gerichtshof bis Oktober 2024. Er trat sein Amt am 20. März 2019 an. Im August 2024 wurde er von der Bundesregierung Nehammer für eine zweite Funktionsperiode bestellt.

## Publikationen (Auswahl)
- 1990: Rechte und Pflichten der Nationalratsabgeordneten, Verlag der Österreichischen Staatsdruckerei, ISBN 978-3-7046-0240-4
- 1994: Konsequenzen aus einem Beitritt Österreichs zur Westeuropäischen Union (WEU), gemeinsam mit Simon Palmisano, Landesverteidigungsakademie, Wien 1994, ISBN 978-3-901328-09-1